# Toni Keczer

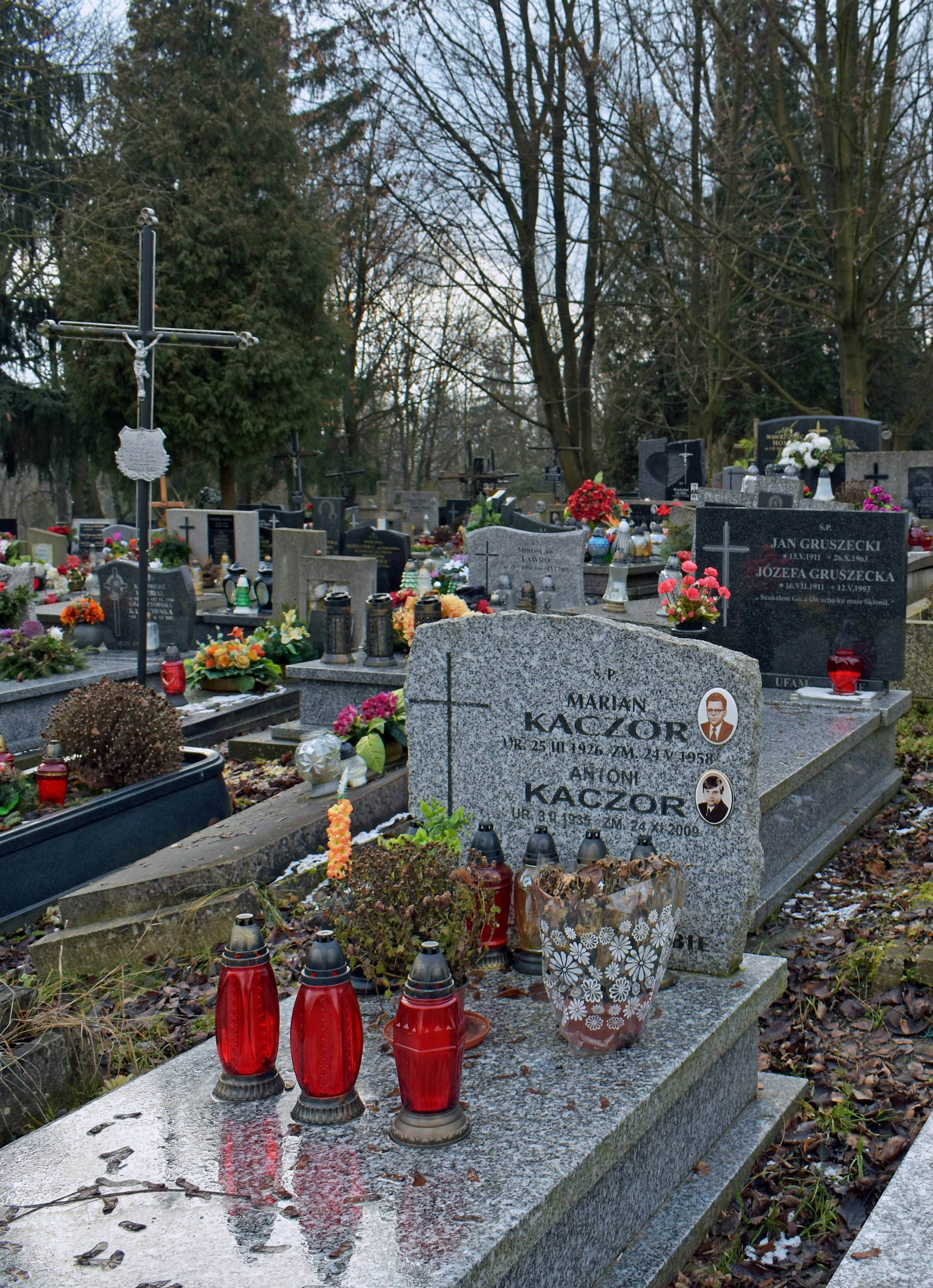
Grób Toniego Keczera na nowym cmentarzu Podgórskim.

Toni Keczer (właściwie Antoni Kaczor; ur. 3 lutego 1935 w Krakowie, zm. 24 listopada 2009 tamże) – polski piosenkarz, muzyk, wokalista zespołu Czerwono-Czarni.

## Kariera
Swoją muzyczną karierę na estradzie rozpoczął w lipcu 1958 roku, w założonym  z własnej inicjatywy w Krakowie zespole Quirino. W styczniu 1962 roku został nowym wokalistą zespołu Czerwono-Czarni. Początkowo wykonywał repertuar w języku angielskim, co w tamtych czasach od razu przyniosło mu ogromną popularność. W 1963 roku wystąpił gościnnie jako wokalista w nagraniach zespołu Luxemburg Combo. W 1967 roku śpiewał na wspólnym koncercie z The Rolling Stones. Współpracował z Katarzyną Gärtner, Ryszardem Poznakowskim, Piotrem Figlem i Wojciechem Kacperskim. W 1969 r. po rozstaniu się z zespołem Czerwono-Czarni związał się na krótko z grupą Kameleony. Na początku lat 70., przerwał swoją karierę i wrócił na stałe do Krakowa. Do 1983 r. wraz z zespołem regularnie występował w tamtejszym Hotelu Francuskim. W latach 90. ponownie dużą popularność przyniosła mu współpraca z zespołem Ewa Głębocka and Toni Keczer specjalizującym się w muzyce biesiadnej. 24 listopada 2009 r. zmarł w szpitalu po kilku godzinach od wypadku jakiemu uległ na jednej z ulic Krakowa. Został pochowany na Cmentarzu Podgórskim w Krakowie, kw. XXIII - wsch., rz.2, grób nr 26.

## Dyskografia (wybór)
- Cowboy Story (SP, Pronit 1962)
- Rio Bravo (SP, Muza 1963)
- Zespół Czerwono-Czarni i Toni Keczer (SP, Muza 1966)
- Toni Keczer (SP, Muza 1967)
- Czerwono-Czarni (LP, Muza 1966)
- Czerwono-Czarni - 17.000.000 (LP, Muza 1967)

## Piosenki (wybór)
- Colt - (P.Hertel - J. Słowikowski)
- Ten pierwszy dzień - (R. Poznakowski - K. Dzikowski)
- Kto wie o czym szumi wiatr - (R. Poznakowski-K.Dzikowski)
- Siedemnaście milionów - (W. Kacperski - J.Miller)
- Zielony kraj - (P. Figiel - A. Bianusz)
- Masz takie same oczy jak ona - (R. Poznakowski - K. Winkler)
- Z Tobą, Tylko Z Tobą - (M. Głogowski, R. Poznakowski - J. Kondratowicz)